# Montario Hardesty
Montario Hardesty (New Bern, 1º febbraio 1987) è un giocatore di football americano statunitense che gioca nel ruolo di running back nella National Football League (NFL) e dal 2014 è free agent. Fu scelto nel corso del secondo giro (59º assoluto) del Draft NFL 2010 dai Cleveland Browns. Al college ha giocato a football all’Università del Tennessee.

## Carriera professionistica

### Cleveland Browns
Hardesty fu scelto nel corso del secondo giro del Draft 2010 dai Cleveland Browns. Avrebbe dovuto competere per un posto da titolare ma, dopo una pre-stagione limitata dagli infortuni, nella gara del 2 settembre contro i Chicago Bears nella pre-stagione, si ruppe il legamento collaterale anteriore, rimanendo fuori per tutta l'annata. Tornò la stagione successiva disputando 10 partite, 4 delle quali come titolare, correndo 266 yard. Nel 2012 disputò 13 partite, una sola come titolare, segnando il suo primo touchdown su corsa contro i Cincinnati Bengals nella settimana 6 in quella che fu la prima vittoria stagionale dei Browns.
Il 27 agosto 2013, Hardesty fu inserito in lista infortunati in seguito ad un intervento chirurgico al ginocchio. Il 30 settembre 2013, fu svincolato dai Browns.

## Vittorie e premi
Nessuno

## Statistiche
| Partite totali      | 23  |
| Partite da titolare | 5   |
| Yard su corsa       | 537 |
| Touchdown su corsa  | 1   |

Statistiche aggiornate alla stagione 2013